# Shunpei Uto
Shunpei Uto (japonès: 鵜藤俊平)  (Kakegawa, 1 de desembre de 1918 - dècada del 2010) fou un nedador japonès, especialista en proves d'estil lliure, que va competir durant la dècada de 1930.
El 1936 va prendre part en els Jocs Olímpics d'Estiu de Berlín, on va disputar dues proves del programa de natació. Guanyà la medalla de plata en els 400 metres lliures i la de bronze en els 1.500 metres lliures.